# Pseudosmittia virgomontana
Pseudosmittia virgomontana är en tvåvingeart som beskrevs av Karl Strenzke 1950. Pseudosmittia virgomontana ingår i släktet Pseudosmittia och familjen fjädermyggor. Inga underarter finns listade i Catalogue of Life.